# Сенат Юты
Сенат Юты (англ. Utah State Senate) — верхняя палата легислатуры штата Юта. Сенат возглавляет Председатель Сената (после выборов 2013 года — Уэйн Нидерхаузер). Сенаторы выбираются на 4 года без ограничений на переизбрание от равнонаселённых районов штата. Сенат заседает в капитолии штата Юта в Солт-Лейк-Сити.
Сенат, как и легислатура штата, был создан параграфом VI Конституции Юты со вступлением территории Юта в США в качестве штата в 1896 году. Согласно первой версии конституции 1895 года Сенат штата должен был состоять из 18 членов, после поправок 1988 года, количество сенаторов было увеличено до 29.
Согласно конституции штата сенатором может стать гражданин США старше 25 лет, проживающий в штате Юта более 3 лет, в избирательном районе, от которого он баллотируется, более 6 месяцев, и зарегистрированный в этом районе как избиратель. Каждый сенатор избирается сроком на 4 года, при этом каждые два года происходят перевыборы половины сенаторов. В 2016 году проводились выборы 15 сенаторов.
Главы Сената на 2016 год:
| Сенат                                 |  |                  |
| Председатель Сената                   |  | Уэйн Нидерхаузер |
| Лидер большинства                     |  | Ральф Окерланд   |
| Лидер меньшинства                     |  | Жен Дейвис       |
| Парламентский организатор большинства |  | Стюарт Адамс     |
| Парламентский организатор меньшинства |  | Карен Мэйн       |